# Gare de Pont-de-Briques
La gare de Pont-de-Briques est une gare ferroviaire française de la ligne de Longueau à Boulogne-Ville, située sur le territoire de la commune de Saint-Étienne-au-Mont, dans le département du Pas-de-Calais, en région Hauts-de-France.
C'est une halte de la Société nationale des chemins de fer français (SNCF), desservie par des trains TER Hauts-de-France.

## Situation ferroviaire
Établie à 8 mètres d'altitude, la gare de Pont-de-Briques est située au point kilométrique (PK) 248,360 de la ligne de Longueau à Boulogne-Ville, entre les gares ouvertes d'Hesdigneul et de Boulogne-Ville (s'intercale, dans cette direction, l'ancien triage d'Outreau).

## Histoire
La Compagnie du Nord y construit un bâtiment voyageurs de type standard ; il était proche de celui visible en gare de Neufchâtel-Hardelot, mais s'en distinguait par ses ailes latérales plus vastes. Ce bâtiment est détruit en 1981.
En novembre 2023, d'importantes précipitations provoquent l'inondation (par la crue de la Liane) des voies de la ligne en gare, ainsi que des alentours dont la sous-station, interrompant temporairement les circulations ferroviaires.

## Service des voyageurs

### Accueil
Halte de la SNCF, c'est un point d'arrêt non géré (PANG) à accès libre.
Une passerelle permet la traversée des voies et le passage d'un quai à l'autre.

### Desserte
Pont-de-Briques est desservie par des trains régionaux du réseau TER Hauts-de-France, qui effectuent des missions omnibus entre les gares de Rang-du-Fliers - Verton et de Calais-Ville, à raison de deux allers-retours quotidiens du lundi au vendredi.

### Intermodalité
Le stationnement des véhicules est possible à proximité de la halte.
La gare est desservie par les lignes E et I du réseau Marinéo, par le biais de l'arrêt Mairie de Saint-Étienne-au-Mont.